# Plessis-de-Roye

Plessis-de-Roye este o comună în departamentul Oise, Franța. În 1 ianuarie 2022 avea o populație de 240 de locuitori.